# ليلى شنا
ليلى شنّا هي ممثلة مغربية شاركت في العديد من الأفلام في السبعينيات.
تعرف ليلى شنّا في البلدان الناطقة باللغة الإنجليزية لدورها كفتاة بوند في فيلم حاصد القمر عام 1979 كمضيفة جوية شريرة.  و لعبت دور البطولة في فيلم عام 1968 (صدر في البداية في إيطاليا، ولاحقاً في الولايات المتحدة في عام 1970)،  و شاركت في فيلم وقائع سنين الجمر الحاصل على السعفة الذهبية سنة 1975 للمخرج محمد لخضر حمينة ،  بالإضافة إلى الفيلم الجزائري رياح رملية ، الذي أخرجه أيضاً. 
ليلى شنّا هي ابن عم مليكة أوفكير ، كاتبة كتاب السجينة ، وصف لمحاولة اغتيال 1972 الفاشلة ضد ملك المغرب من قبل والدها (وعمّ ليلى) ، اللواء محمد أوفقير .

## لائحة الأفلام
- وقائع سنين الجمر (1975)   - لا فام
- حاصد القمر (1979)   - مضيفة طيران خاصة
- رياح رملية (1982)  - (الدور النهائي للفيلم)

## روابط خارجية
- ليلى شنا على موقع IMDb (الإنجليزية)
- ليلى شنا على موقع ألو سيني (الفرنسية)
- ليلى شنا على موقع أول موفي (الإنجليزية)
- ليلى شنا على موقع قاعدة بيانات الأفلام السويدية (السويدية)
- ليلى شنا على موقع قاعدة بيانات الفيلم (الإنجليزية)
- ليلى شنا على موقع كينوبويسك (الروسية)

- ليلى شنا في قاعدة بيانات الأفلام على الإنترنت